# Lady of the Dawn
"Lady of the Dawn" is een nummer van de Britse muzikant Mike Batt. Het verscheen op zijn album Tarot Suite uit 1979. Op 26 oktober van dat jaar werd het uitgebracht als de enige single van het album.

## Achtergrond
"Lady of the Dawn" is geschreven en geproduceerd door Mike Batt. Het werd eind 1979 als single uitgebracht met verschillende B-kanten. In het Verenigd Koninkrijk stond "The Night of the Dead" op de B-kant, terwijl in andere Europese landen, waaronder Nederland en Duitsland, het bijna gelijknamige nummer "The Dead of the Night" de B-kant besloeg.
"Lady of the Dawn" bleek vooral in Europa een succesvolle single. Het bereikte de derde plaats in Zwitserland en de zestiende plaats in Duitsland. In Nederland piekte de single op respectievelijk de elfde en de zeventiende plaats in de Top 40 en de Nationale Hitparade, terwijl in een voorloper van de Vlaamse Ultratop 50 plaats 24 als hoogste notering werd gehaald. In 2007 nam Batt een nieuwe versie van het nummer op voor zijn album A Songwriter's Tale.

## Hitnoteringen

### Nederlandse Top 40
| Hitnotering: 24-11-1979 t/m 12-01-1980 | Hitnotering: 24-11-1979 t/m 12-01-1980 | Hitnotering: 24-11-1979 t/m 12-01-1980 | Hitnotering: 24-11-1979 t/m 12-01-1980 | Hitnotering: 24-11-1979 t/m 12-01-1980 | Hitnotering: 24-11-1979 t/m 12-01-1980 | Hitnotering: 24-11-1979 t/m 12-01-1980 | Hitnotering: 24-11-1979 t/m 12-01-1980 | Hitnotering: 24-11-1979 t/m 12-01-1980 |
| Week                                   | 1                                      | 2                                      | 3                                      | 4                                      | 5                                      | 6                                      | 7                                      |                                        |
| -------------------------------------- | -------------------------------------- | -------------------------------------- | -------------------------------------- | -------------------------------------- | -------------------------------------- | -------------------------------------- | -------------------------------------- | -------------------------------------- |
| Nummer                                 | 30                                     | 19                                     | 13                                     | 11                                     | 11                                     | 21                                     | 29                                     | uit                                    |

### Nationale Hitparade
| Hitnotering: 01-12-1979 t/m 26-01-1980 | Hitnotering: 01-12-1979 t/m 26-01-1980 | Hitnotering: 01-12-1979 t/m 26-01-1980 | Hitnotering: 01-12-1979 t/m 26-01-1980 | Hitnotering: 01-12-1979 t/m 26-01-1980 | Hitnotering: 01-12-1979 t/m 26-01-1980 | Hitnotering: 01-12-1979 t/m 26-01-1980 | Hitnotering: 01-12-1979 t/m 26-01-1980 | Hitnotering: 01-12-1979 t/m 26-01-1980 | Hitnotering: 01-12-1979 t/m 26-01-1980 | Hitnotering: 01-12-1979 t/m 26-01-1980 |
| Week                                   | 1                                      | 2                                      | 3                                      | 4                                      | 5                                      | 6                                      | 7                                      | 8                                      | 9                                      |                                        |
| -------------------------------------- | -------------------------------------- | -------------------------------------- | -------------------------------------- | -------------------------------------- | -------------------------------------- | -------------------------------------- | -------------------------------------- | -------------------------------------- | -------------------------------------- | -------------------------------------- |
| Nummer                                 | 23                                     | 18                                     | 20                                     | 17                                     | 21                                     | 28                                     | 26                                     | 34                                     | 50                                     | uit                                    |

### NPO Radio 2 Top 2000
| Nummer met noteringen in de NPO Radio 2 Top 2000 | '99  | '00  | '01  | '02  | '03  |
| ------------------------------------------------ | ---- | ---- | ---- | ---- | ---- |
| Lady of the Dawn                                 | 1402 | 1563 | 1801 | 1623 | 1845 |

1. ↑  Een vetgedrukt getal geeft de hoogste notering aan.
2. ↑  Deze tabel is bijgewerkt tot en met de laatste editie (2024).